# 三輪町 (兵庫県)
三輪町（みわちょう）は、兵庫県有馬郡にあった町。現在の三田市の南東部、三田駅の周辺から北東にかけての区域にあたる。
本項では町制前の名称である三輪村（みわむら）についても述べる。

## 地理
- 山岳：大岩岳、向山、羽束山、清水山、有馬富士
- 河川：武庫川、波豆川、山田川

## 歴史
- 1889年（明治22年）4月1日 - 町村制の施行により、大原村・川除村・三輪村・高次村・桑原村・下田中村・山田村・香下村・志手原村・成谷村・尼寺村の区域をもって三輪村が発足。
- 1927年（昭和2年）4月1日 - 三輪村が町制施行して三輪町となる。
- 1956年（昭和31年）9月30日 - 三田町・広野村・小野村・高平村と合併し、改めて三田町が発足。同日三輪町廃止。

## 首長
村長
- 大西善太郎

## 交通

### 鉄道路線
- 日本国有鉄道
  - 福知山線
    - 三田駅
- 神戸電気鉄道
  - 三田線
    - 三田駅

### 道路
- 国道176号